# 4コマまんが王国
4コマまんが王国（4コマまんがおうこく）とは、双葉社が発行していた主にテレビゲームを題材にしたパロディー・ギャグ4コマ漫画やショートコミック、同名の雑誌のレーベルで、双葉社アクションコミックスのシリーズである。略称は4コマ王国、ファミコン王国、ファミ4、ファミ王など。

## 概要
スクウェア・エニックスの4コママンガ劇場に次ぐ歴史を誇る。編集元はG.G.C.。質の高い数々の爆笑ネタや作家が誕生した。最盛期には任天堂のゲームを対象にしたものが多く出版されており、ゲームコミックレーベルの中でも高い人気を誇っていた。このレーベルをきっかけに頭角を現した作家は少なくない。
4コマまんが王国の刊行は2003年の『ロックマンX7 4コマまんが王国』が最後となった。最盛期を支えた作家の多くは光文社の4コマギャグバトルといった他社のレーベルや一般の4コマ誌などに活躍の場を移している。現在双葉社が刊行しているゲームコミックは「4コマKINGDOM」がある。

## 沿革

### 1991-95年
- 1991年に双葉社は「4コマまんが王国」をレーベルとして立ち上げる。これは月刊誌ではなく同名の単行本レーベルだった。この時期は佐々木亮が表紙を担当し、誌上の4コマ漫画でも活躍した。
- 「4コマまんが王国」は人気を集め、1993年3月には一雑誌「月刊ファミコン4コマ王国」を創刊するまでになった。「月刊ファミコン4コマ王国」はさらに人気を集め1993年12月には4コマ漫画以外の短編漫画も扱う「コミック ファミコン王国」に改題し、ページ数増大及び値下げを行うまでに成長する。このことをきっかけにライバルの4コママンガ劇場のエニックスが『月刊少年ギャグ王』を創刊するきっかけとなる。
- 1993年頃にはその後を支えることになる主力作家陣（佐々木亮、中村里美、まつやま登、森田屋すひろ、福原君など）の顔ぶれが揃う。
- 1994年12月、「コミック ファミコン王国」が「コミック ゲーム王国」に改題。
- この時期はスーパーマリオを扱った「スーパーマリオ 4コマまんが王国」がエニックスの「4コママンガ劇場」の「スーパーマリオ 4コママンガ劇場」と並ぶ知名度と人気を誇った。その他、『ゼルダの伝説』や『ファイアーエムブレム』など任天堂系列のゲームタイトルにおいて「4コママンガ劇場」と人気を競った。原作ゲームのイメージを壊さない雰囲気のコミック化が中心だった「4コママンガ劇場」に対し、こちらは作家の個性を出したマンガを掲載する風潮があり、誌面は多くの作家が活発に作品を発表していた。
- 5・6・7巻では当時人気を集めていた中村里美と森田屋すひろの二大作家が誌面をほぼ独占するという事態も起こった（特に6巻は、中村・森田屋のみの漫画しか掲載されていない）。
- 任天堂のゲームソフト以外にも任天堂のゲーム機で発売されたゲームタイトルは積極的に4コマ漫画化されている。「ストリートファイターII 4コマまんが王国」はその典型である。ここでは、スーパーマリオのコミック系で活躍していた作家とは毛色の異なる作家が独自の地盤を固めて活躍していた。「ベガ父さん」ネタ等で人気を博した小林真文などはその筆頭である。
- プレイステーションの発売後は『闘神伝』『鉄拳』『藤丸地獄変』などを題材にした4コマ漫画がいくつか出版されている。

### 1996-2000年
- 1996年以降ポケモンの大ヒットを受け、他社からはポケモン関連の4コマ漫画本が多数出版されたが、双葉社からだけは出版されなかった（ポケモンの攻略本は双葉社からも出版されており、後にゲーム雑誌「Nintendo Kids」を創刊していることを考えると双葉社と任天堂の関係悪化と言うことではないと見られる）。
- 1996年から1997年の間は、従来の主力作家陣と新たに参入した作家陣が混在した時期で、誌面は活性化した。スーパーマリオ64、スーパードンキーコング、ぷよぷよ、星のカービィなどありとあらゆるゲームソフトの4コマ漫画が次々に出版された。一部の作家に誌面が過剰に割かれることもなく、良質な作家陣が揃っていた時期であったといえるだろう。古参の作家では中村里美が、新たに参入した作家では東静馬、芳一などが活躍している一方、既にこの時期には佐々木亮の漫画は一切見かけることができなくなっている。
- 1996年6月23日に任天堂がNINTENDO 64を発売すると、今までファミコン・スーパーファミコンのゲームコミックとして続いていたシリーズに変化が起き始める。
- 1996年8月には「コミック ゲーム王国」が休刊。さらに今までシリーズを支えてきた森田屋すひろ、福原君、みた森たつや、島本晴海などが次々に姿を消し、東静馬、芳一、神楽つな、ほしのえみこなど新たな作家陣が参入する。こうした作家陣の流動化は1997年末頃まで続いた。
- この時期、初期から同レーベルを支えてきた最主力作家の佐々木亮が「★スーパーマリオ★ヨッシーアイランド4コマまんが王国 2」を最後に誌面から姿を消した（その後他誌でオリジナル作品の執筆に注力していく）。
- 中村里美の「ピーチ姫シリーズ」、森田屋すひろの「ファイアパックンシリーズ」といった人気の「完全オリジナルストーリーもの」も、ほぼこの時期に姿を消した。この後の中村里美のマリオ4コマもピーチ姫が前面に出た「ピーチ姫シリーズ」に分類できるが、そのネタ自体は題材となるゲームに忠実な内容となっている。
- こうした動きがほぼ鎮静化した1998年以降は、主力であったスーパーマリオ系の4コマ本を中心に出版タイトル数は著しく低下した（現在では他社も含めマリオ系の4コマ本はほとんど出版されなくなっている）。
- 『がんばれゴエモン ネオ桃山幕府のおどり』の4コマ漫画本に限り、「4コマまんが道中」というレーベルがつけられた。またこの本はコナミのライセンス商品の証明として、表紙にコナミのロゴマークが記されている。
- 2000年には機動戦士ガンダム、スーパーロボット大戦シリーズなどの4コマ漫画レーベルとして「4コマ戦線」が立ち上げられた。

### 2001年以降
- 2001年春に出版された「マリオパーティ3 4コマまんが王国」を最後に、古参の主力作家であった中村里美が姿を消す。これにより初期より名を連ねている作家はまつやま登のみとなった。
- 2001年に入ると、今まで堅持していた任天堂のゲームソフトを中心とした4コマ漫画化の方針を転換し、いわゆるギャルゲーといわれるゲームソフトのゲームコミック化に注力するようになる。新レーベルとして「4コマKINGDOM」が立ち上げられ、従来の作家陣とは全く異なる顔ぶれの作家をもって、ラグナロクオンラインなどの4コマ漫画本を中心に展開していく。
- しかしこの「4コマKINGDOM」のシリーズ化開始後、従来の「4コマまんが王国」系の最盛期を支えた作家の多くは姿を消した。2001年以降の主力作家はÖYSTER、まつやま登、藤井昌浩、牧原ひさと、山崎渉、新庄聡美、川本祐太朗などだが、2001年からは「4コマまんが王国」も含めた双葉社アクションコミックスのアンソロジーレーベル全体において、題材となるゲームタイトルによって作家陣も毎回変化するようになってきている。1995年の中村・森田屋二大作家のような、どのタイトルにおいても執筆し、多数の執筆をする作家は皆無となった。
- 2002年頃より、島本晴海、今木商事などレーベル初期の一部作家が復帰、さらにスクウェア・エニックスの4コママンガ劇場で活躍している作家陣の参加も頻繁に見られた。
- 2003年より、カプコンのゲーム4コマを収めた「カプよん」（カプコン4コマコミック）が創刊した。
- 2003年12月26日発売の『ロックマンX7 4コマまんが王国』が「4コマまんが王国」レーベルの最後の作品となった。末期は動物番長・スーパーマリオサンシャイン・カービィのエアライドなど、任天堂ゲームの4コマの刊行がほとんどであった。最盛期を支えた作家の多くはゲームコミック以外の場で活躍したり、光文社の「4コマギャグバトル」など他誌に活躍の場を移している。双葉社のゲームコミック・ジャンルの主力もほぼ「4コマKINGDOM」に移っている。

## 雑誌
月刊ファミコン4コマ王国（1993年3月号 - 1993年11月号）
1993年3月創刊。創刊号はスーパーマリオ特集。以後も各社のゲーム4コマを掲載。
コミック ファミコン王国（1993年12月号 - 1994年10月号）
1993年12月号より改題。サイズがA4判からB5判に縮小された。非4コマの短編も掲載されるようになったことに伴う。
コミック ゲーム王国（1994年12月号 - 1996年8月号）
発行ペースが隔月となった。プレイステーション用のソフトも取り扱う。

### 読者コーナー
- 王立ファミ4アリーナ（1993年3月号 - 1993年11月号）
- 王立ファミ王アリーナ（1993年12月号 - 1994年10月号）
- スーパー王立アリーナ（1994年12月号 - 1996年8月号）

#### 登場キャラクター
- アンナ姫
- リ・ラスィ - 竪琴を持った、吟遊詩人のような王宮魔導師。
- エウレカ - カブのような姿のキャラクター。
- つっこみ太郎ダッシュターボプラス（1994年5月号以降） - 「新キャラ募集!」のコーナーで、読者投稿から選ばれたキャラクター。

#### スタッフ
- 構成：きくたけ（1994年5月号以降は監修）
- イラスト：みやすみ（宮須弥）

### 4コマ投稿コーナー
ファミ4バトルロイヤル（1993年6月号 - 1993年11月号）
選考人：中島一基・竹薮ヤケ太
ファミ王バトルロイヤル（1993年12月号 - 1994年5月号）
選考人：中島一基・竹薮ヤケ太
ファミ王投稿4コマバトルロイヤル（1994年6月号 - 1994年10月号）
選考人：中島一基・小我
投稿4コマバトルロイヤル（1994年12月号 - 1996年8月号）
選考人：中島一基・小我

### その他
ゲーム王国となる以前は、ゲームの漫画のほかに、クレヨンしんちゃんが掲載されることがあった。

## 主なラインナップ
無番は全て1巻のみ出版されている。

### 1991-97年
- ファミコン 4コマまんが王国 1～3
- RPG 4コマまんが王国
- ウィザードリィ 4コマまんが王国 1～3
- スーパーマリオ 4コマまんが王国 1～7
- 熱血硬派くにおくん 4コマまんが王国 1～3
- がんばれゴエモン 4コマまんが王国
- 桃太郎伝説 4コマまんが王国
- ゼルダの伝説 4コマまんが王国 1・2
- 半熟英雄 4コマまんが王国
- ボンバーマン 4コマまんが王国 1～4
- ストリートファイターII 4コマまんが王国 1～4
- ファイアーエムブレム 4コマまんが王国
- 餓狼伝説スペシャル 4コマまんが王国
- 星のカービィ 4コマまんが王国 1・2
- MOTHER2 4コマまんが王国
- スーパードンキーコング 4コマまんが王国 1～3
- 真サムライスピリッツ 4コマまんが王国
- 闘神伝 4コマまんが王国
- ★スーパーマリオ★ヨッシーアイランド 4コマまんが王国 1・2
- 鉄拳 4コマまんが王国
- タクティクスオウガ 4コマまんが王国
- ビヨンド ザ ビヨンド 〜遥かなるカナーンへ〜 4コマまんが王国
- 藤丸地獄変 4コマまんが王国
- ストリートファイターZERO 4コマまんが王国
- ヴァンパイアハンター 4コマまんが王国
- スーパーマリオ64 4コマまんが王国 1・2
- ぷよぷよ 4コマまんが王国 1・2
- マリオカート64 4コマまんが王国 1・2

### 1998-2000年
- 爆ボンバーマン 4コマまんが王国
- がんばれゴエモン 4コマまんが道中
- ヨッシーストーリー 4コマまんが王国
- マリオパーティ 4コマまんが王国
- ゼルダの伝説 時のオカリナ 4コマまんが王国
- オウガバトル64 4コマまんが王国
- マリオパーティ2 4コマまんが王国
- 星のカービィ64 4コマまんが王国

### 2001年以降
- コロコロカービィ 4コマまんが王国
- マリオパーティ3 4コマまんが王国
- ゼルダの伝説 ふしぎの木の実 4コマまんが王国
- ルイージマンション 4コマまんが王国
- トマトアドベンチャー 4コマまんが王国
- どうぶつの森+ 4コマまんが王国
- 動物番長 4コマまんが王国
- モンスターファームアドバンス 4コマまんが王国
- ファイアーエムブレム 封印の剣 4コマまんが王国
- スーパーマリオサンシャイン 4コマまんが王国
- ゼルダの伝説 神々のトライフォース 4コマまんが王国
- どうぶつの森e+ 4コマまんが王国
- カービィのエアライド 4コマまんが王国
- ロックマンX7 4コマまんが王国

### 4コマ戦線
- 機動戦士ガンダム ギレンの野望 ジオンの系譜 4コマ戦線
- スーパーロボット大戦IMPACT 4コマ戦線 1・2
- スーパーロボット大戦R 4コマ戦線
- 第2次スーパーロボット大戦α 4コマ戦線 1・2
- サンライズワールドウォー 4コマ戦線
- スーパーロボット大戦Scramble Commander 4コマ戦線
- スーパーロボット大戦MX 4コマ戦線
- スーパーロボット大戦GC 4コマ戦線
- スーパーロボット大戦W 4コマ戦線

### カプよん
- カプよん カプコン 4コマコミック 1～3

## 主な作家陣
年数は本誌で執筆していたおおよその時期であり、完全に正確なものではない。

### 1991-95年
- 朝倉世界一（1991-92年） - 代表作に『地獄のサラミちゃん』等。
- 有原健一（1991-92年）
- 飯田仁（1991年） - 同名の工学博士やライター等とは無関係。
- 石垣のぶゆき（1991年）
- いまいしゅうじ（1991年） - 本職はイラストレーター。
- 入江みどり（1991-93年） - 4コマまんが王国を離れた後に山田みどり名義へ改名。
- 雨城みずか（1991年） - この時の『雨城』の読み方は「うじょう」だったが、後に新声社の『4コマ決定版』シリーズで執筆した際は「うぎ」になっている（誤植か改名かは不明）。
- Est(1991年)
- 大谷かおり（1991年）
- オーヤ舞（1991-92年） - 久保書店等成人向け漫画の出版社の雑誌で活動していた。
- 岡村たけひさ（1991年）
- 小園井謙士郎（1991年）
- おだぎみを（1991年、2001年?-2003年） -『楽勝!ハイパードール』等で知られる伊藤伸平は夫。
- 木野聖子（1991年） - 『コイズミ学習ブック』等で知られるこいずみまりの別名義。
- 後藤寿庵（1991年） - 代表作に『シャーリィ・ホームズ』等。
- 五通七郎（1991年）
- 小林真文（1991-96年） - 代表作に『そんなんARIKA』等。
- 佐々木亮（1991-96年） - レーベル立ち上げにも携わった主力作家の一人。家庭用ゲーム・TRPG漫画界では有名。代表作に『マンションズ&ドラゴンズ』等。
- 島本晴海（1991-1997年、2003年） - 環望の実弟。現在は「島本晴海。」名義で成人漫画を中心に活動。
- しみずとおる（1991年）
- しろー大野（1991-94年） - 代表作に『しろー駄作劇場』等。
- 竹村洋（1991年）
- TAZCP（1991年）
- チャーリー熊谷（1991年）
- づみひろ2号（1991-92年） - 現在のかいぞく・さんた（代表作に『チョキン王子』。あいざきゆう、藍崎ゆう名義でも活動）。
- 徳永健（1991年）
- 徳寺貴更（1991年）
- 豊島ゆーさく（1991-93年）
- 長島はちまき（1991年）
- 中村里美（1991-2001年） - レーベル最盛期の主力作家の一人。
- 日高トモキチ（1991-93年） - 代表作に『パラダイス･ロスト』等。
- ぽっきー（1991-94年）
- ポンチョ鈴木（1991年）
- 松浦まさふみ（1991年） - 代表作に『アウターガンダム』等。
- まつやま登（1991年-2003年） - 立ち上げ時の主力作家では唯一末期まで参加を続けた。神楽つな夫人。
- まみやなつき（1991-97年） - 『電脳天使』のキャラクターデザイン担当として有名。
- みた森たつや（1991-1996年） - 現在は成人漫画を中心に活動。
- 森田屋すひろ（1991-97年） - 初期は『ありきた』名義。『トゥルーラブストーリー』公式イラストレーター。
- 栁草一郎（1991-92年） - 1992年にサンソフトから発売されたスーパーファミコンソフト『弁慶外伝 沙の章』に、スペシャルサンクスとして「柳草一郎」名義でクレジットされている。
- 柳田直和（1991-2002年） - 別名･柳田なお。代表作に『千秋ツーフェイス』等。
- 赤津みずは（1992年）
- あじすあべば(1992年)
- あまえび（1992-94年）
- 市川和彦（1992年）
- 一万回転（1992年） - 木村学、鈴木和臣の合同ペンネーム。
- 今木商事（1992-95年、2002年-2003年） - 後述する坂本つくねは実妹。
- えんどうよしかず（1992年）
- 岡田輪学（1992-95年） - 初期には「鈴木学」の名義で描いていた。ミュージシャンとしても活動。
- 小畑友季（1992年）
- 甲斐創&弾河カルテット（1992年）
- きいろ（1992年） - 現在の田村きいろ。
- キジー島袋（1992年）
- 綺羅星（1992年）
- 愚零闘守素（1992年）
- 月角（1992年）
- 小池田すま（1992-95年）
- 佐藤みなと（1992年）
- Sugiya（1992年）
- 杉山丈彦（1992年）
- 鈴木みそ（1992年） - 代表作に『あんたっちゃぶる』等。
- 高倉マサオ（1992年） - 100てんコミック出身。代表作に『スーパー極道マン』。
- 田川滋（1992年） - 代表作に『とわいらいと通信』等。
- たきぐちけいこ（1992年）
- 竹薮ヤケ太（1992年） - 月刊ファミコン4コマ王国、コミック ファミコン王国の投稿コーナーで選考委員を一時期担当。
- たこちゅー（1992年）
- たしろてつや（1992年） -代表作に『だって高津なんだもの!!』等。
- 保錆男（1992年） -元テクノスジャパンのスタッフ。
- ちゃある（1992年）
- 寺川枝里子（1992年）
- 花札太郎（1992年）
- 東浜竜ちィ（1992-98年） - 最初期にのみ「東浜竜ちィ☆」名義、ホビージャパンのアンソロジーでは「東浜竜児」名義を使用。
- ひさいち（1992年）
- 平野ゆたか（1992年、1997年） - 1997年には「平野豊」の名義で描いている。
- 福原君（1992-1996年） - 現在は古事記王子名義で成人漫画を中心に活動。一部漫画では「錦山天神」、「新撰組と福原君と西本君」、「福原君withムッキー」、「こうじ君」等の名義を使用。
- 藤井昌浩（1992年-2003年） - 高沢浩里の夫。
- 冨士宏（1992年） - 『ワルキューレの冒険 時の鍵伝説』等ワルキューレシリーズのキャラクターデザインで有名。
- 古島利成（1992年）
- 堀内きみつ（1992年）
- 松元保郎（1992年）
- みう（1992年）
- 水瀬かおる（1992-1994年）
- 源州彦 (1992年)
- 本山理咲（1992年） - コミックボンボンの『スーパーマリオ』シリーズ漫画で知られる本山一城の実妹。
- もりしたかなめ（1992-1994年） - 現在は漫画家の他にフィギュアの造形師としても活動。
- 森田弥希（1992年）
- 森永真生（1992年）
- 山下以登（1992年） - イラストレーターの山下勇三は実父。現在は父親同様イラストレーターとして活躍。
- 山田ゴロ（1992年） - 石森プロ出身。
- 吉田戦車（1992年） - 代表作に『伝染るんです。』等。
- 米山智子（1992-93年） - 一部漫画は「よねやまともこ」名義で描いていた。
- 乱丸（1992年）
- ワードナ君（1992年）
- 渡辺健一（1992年） -少年KING出身。代表作に『キッチンファイター』。
- 渡辺広海（1992年）
- 麻呂山科（1993-97年）
- 岡崎ひろよし（1994-97年） - コミックゲーメストのゲーパロ4コマグランプリ出身。一部では「ひろよし」の名義で描いている。
- 神北ハヤト（1994-2002年） - 代表作に『デコレーションパック』（コミックNORA連載）。神北ガマン名義でアニメディアの投稿コーナーである『アニメアイ』のイラストを長く担当していた。
- 松本英孝（1994-1996年） - 代表作に『宇宙の幸』等。4コマまんが王国を離れて以降は、ペンネームの読み方が「まつもとえいこう」へ変更されている。
- 宮須弥（1994-1995年） - 一部漫画は「みやすみ」名義。
- 森まりも（1994-2001年）
- 芳一（1994-98年） - ペンネームの読み方は「よしかず」だが、『真サムライスピリッツ 4コマまんが王国』のみ「ほういち」との記載あり。デビュー前は新声社の『4コマ決定版』シリーズ内の読者投稿コーナーに掲載された経験がある。
- 青山みちお（1995年）
- 東静馬（1995-2002年） - 初期の読みは「あずましずば」だがすぐ「あずましずま」に改名。「東シズマ」名義でも執筆。
- 阿霧ぷれみ（1995年）
- 高沢浩里（1995年-2003年） - 藤井昌浩の妻。
- 日野まるこ（1995年）
- 藤浪智之（1995年） - 佐々木亮の夫。本職は漫画原作者。
- 魔北葵（1995年） - 現在は成人漫画家として活動。

### 1996-2000年
- 片山タコラ（1996年）
- 佐々野悟（1996年）
- ばさらん（1996年）
- 坂本つくね（1996-2003年） - 今木商事の実妹。
- 難波潮（1996-97年）
- ピョコタン（1996年） - 代表作に『アホ汁』シリーズ等。
- 大杉正和（1997年）
- 神楽つな（1997年-2002年） - まつやま登の夫。代表作に『こみ小話』等。
- 葉連D丸（1997年） - 4コママンガ劇場でも執筆。
- ほしのえみこ（1997-2002年） - 代表作に『お姉さまの逆襲』等。
- 大賀（1997年-2003年） - 2001年頃より「大賀一五」名義に改名。
- 今田浩&矢野間（1997-2000年） - 1999年頃より「いまだひろし&ヤノハザマ」名義に改名。
- 田島朋（1998-2002年）
- 野々原ちき（1998-2002年） - 代表作に『姉妹の方程式』等。
- ひびきひこ（1999年）
- 渡辺きりか（1999-2002年）
- 牧原ひさと（1999年-2003年） - 4コマギャグバトルシリーズでも執筆。
- 森山一保（1999年-2003年） - 代表作に『こども刑事めめたん』。
- 新庄聡美（2000年） - 4コマギャグバトルシリーズでも執筆。

### 2001年以降
- ÖYSTER - 代表作に『光の大社員』、『ど先端ナース』等。
- 山崎渉
- 浅村イオン - 後に「藍月イオン」へ改名。
- 川本祐太郎 - 代表作に『RUNRUNブラザーズ』、『YAT安心!宇宙旅行』（月刊少年ギャグ王版）等。
- 蜂文太 - 代表作に『武天のカイト』等。
- 桜川キヨイ
- 長田馨 - 『月刊少年ガンガン』初期の作品である『横須賀熱血ロード』等で有名。
- 三浦ゆうま - 『4コマ決定版』シリーズでも執筆。
- 美浜かもめ
- かみかわりょう
- 成原とんみ - ÖYSTERの妻。
- ひらのわたる - 『4コマギャグバトル』シリーズでも執筆。
- みそおでん
- 佐藤清美 - 『4コマギャグバトル』シリーズ時は「佐藤キヨミ」名義も使用。後に「土久清正」名義を経て「清正」に改名。
- 加曽利りあら - 『おさわり探偵 小沢里奈』シリーズのコミカライズ版を担当した事で有名。
- きむる
- 保土ヶ谷うさぎ
- 大伝竜王
- 新山たかし - 代表作に『半熟忍法帳』等。
- 坂井孝行 - 代表作に『K-1 ダイナマイト』等。
- 暁月玲佳
- こしじまかずとも
- ハインツ・リリィ
- 天童まくら
- せろりあん
- 猫戦車マリィ - 児玉さとみ名義で声優としても活動。

また、『熱血硬派くにおくん 4コマまんが王国』シリーズ等一部の単行本ではゲーム開発会社スタッフが執筆した作品も掲載されている。